# サハラマラソン
サハラマラソン (Marathon des Sables, MdS, Marathon of the Sands) は、毎年3月下旬から4月上旬にかけて南モロッコの砂漠で開催される約230kmのウルトラマラソン。6ステージ7日間で行われる。
距離は毎年変更され、第1ステージから第3ステージまでが25kmから40kmくらい、第4ステージが70kmから85kmくらい、第5ステージが42.2km、第6ステージが10kmから20kmくらいと、おおよそマラソン5回半分である。通常ステージは12時間以内、最長ステージは34時間以内に走りきらないといけない。
地球上で、最も過酷なレースといわれる。最初のマラソンイベントは1986年に開催された。
途中行方不明者が出た場合、ヘリコプターで捜索される。

## 事実
- 競技中の食事はすべて競技者自身が自分で用意しなければならない。競技者は7日分の食料や飲み物、その他、寝袋、炊事道具、懐中電灯、コンパス、衣服、薬など諸々の必要な荷物（およそ6kg～13kg）を背負いながらマラソンをする。水とテントは運営側から提供される。
- 1994年のレースでは、イタリア人の警察官 Mauro Prosperi が砂漠の嵐で道を見失い、砂漠を10日間（後半5日間は遊牧民により保護）さまよい、13kgも体重を落としてしまった。彼は、灼熱の砂漠をさまよい、コウモリを捕まえ生き血を飲んで渇きをしのぎ、果ては水が尽きたことに絶望し手首を切り自殺まで図ったが、脱水症状により血液濃度が濃くなりすぎて血が流れ出てこなかった。その後彼は遊牧民の一団に発見され救助された。
- 2008年の大会は、登録費は 2550ユーロ＋税であった。
- 2008年までにおいて、モロッコの Lahcen Ahansal が10のタイトルをとり、彼の兄弟のMohammed Ahansal が2つのタイトルをとった。
- 2007年までに、2人の競技者がレースで死亡した。
- 2008年は、801名が参加し、うち日本人が10名であった。
- 2010年現在、女性の完走者最高齢記録は75歳で、フランス人である。日本人の完走最高齢は73歳の女性。
- 2021年の大会（例外的に10月に開催[1]）では、尾藤朋美が女子総合2位となり準優勝を果たした[2]。
- 「サハラ砂漠マラソン（サハラレース　SAHARA RACE）[3][4]」（エジプトにて、2005年より毎年10月開催）と混同されるケースが多い（タレントの梅宮アンナが2010年に参加し（初日リタイア）、ワッキーが2012年にNHKの番組企画で参加する）。

## 芸能人

### ひらめ筋GOLD
日本テレビの『ひらめ筋GOLD』のサハラマラソンプロジェクトにおいて、
- 西秋愛菜 - 総合順位578位/総合時間63時間22分30秒、サハラマラソン史上女子最年少完走記録（19歳）
- 柏木貴代 - 総合順位582位/総合時間64時間48分43秒
- 福井未菜 - 総合順位583位/総合時間65時間21分47秒

の3名のアイドルが2006年第21回サハラマラソンで完走した。

### 間寛平
間寛平が2008年第23回サハラマラソンを完走。51時間46分5秒で521位であった。

### ヤハラリカ
モデル・タレントのヤハラリカが2017年第32回サハラマラソンを完走した。